# La Ilustración (revista)
La Ilustración fue una revista ilustrada editada en la ciudad española de Madrid entre 1849 y 1857.

## Historia
De tirada semanal y editada en Madrid, su fundador y director fue Ángel Fernández de los Ríos. Su primer número aparecería el 3 de marzo de 1849.
La revista tomó inspiración en publicaciones europeas como The Illustrated London News, Die Illustrierte Zeitung y L'Illustration; inglesa, alemana y francesa, respectivamente. Comenzó publicando un total de ocho páginas por número para pasar a dieciséis en 1852. Contenía secciones de temática costumbrista, de moda, noticias, crítica literaria y teatral, mapas, inventos científicos, retratos de celebridades o relatos —que incluían traducciones—, entre otras materias. Según Rodríguez Gutiérrez en La Ilustración se publicaron con frecuencia relatos sin nivel suficiente para aparecer en el Semanario Pintoresco Español, conformando «una especie de serie B» narrativa.
En el aspecto gráfico de la revista colaboraron ilustradores y grabadores como Vicente Castelló y González Amat, Vicente Urrabieta, Calixto Ortega, Joaquín Sierra y Ponzano, Cecilio Pizarro, Federico Ruiz, Bernardo Rico, Antonio Bravo, Coderch, Félix Batanero, José Giménez, Román Sanz, Ildefonso Cibera, José Méndez, Ceferino Araujo, Ricardo Llopis, Manuel Lázaro Burgos, Cruz, José Vallejo, Carlos Múgica y Pérez, Juan Barroeta, Eusebio Zarza o Gavarni, entre otros.

## Referencias

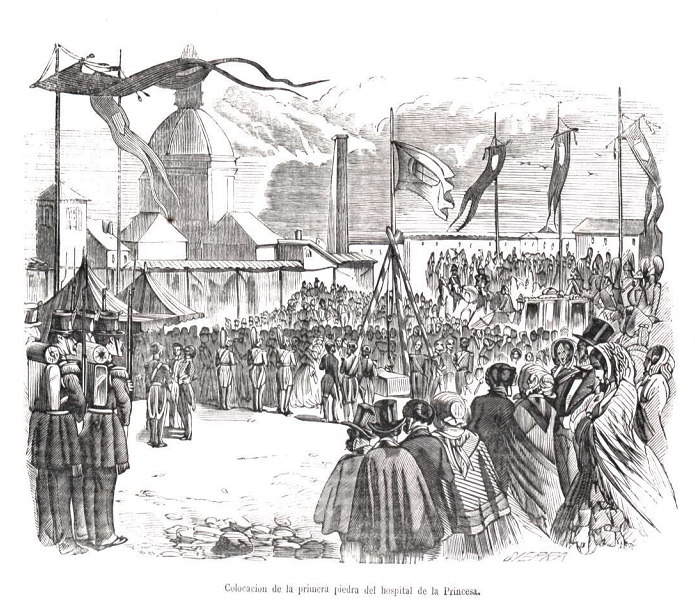
Colocación de la primera piedra del hospital de la Princesa, grabado publicado el 29 de enero de 1853, obra de Joaquín Sierra.